# Chão Verde
O Chão Verde é uma elevação portuguesa localizada no concelho da Madalena, ilha do Pico, arquipélago dos Açores.
Este acidente geológico tem o seu ponto mais elevado a 856 metros de altitude acima do nível do mar. Nas imediações desta formação nasce a Ribeira do Mistério e a Rbeira do Burro e encontram-se as elevações do Cabeço da Lavandeira, do Cabeço Redondo e Cabeço do Mistério.

## Referência
- Mapa dos Açores, Série Regional, 5º Edição ISBN 978-989-556-071-4